# Marylin Baldeck
Marilyn Baldeck, née le 8 février 1978, est une féministe française.
Spécialiste des droits des femmes, particulièrement dans le cadre du travail, elle a occupé le poste de déléguée générale de l'AVFT de 2008 à 2023. Engagée contre les violences sexistes et sexuelles et les discriminations, elle intervient auprès des médias et politiques, accompagne juridiquement les victimes.  
Elle intervient actuellement dans le cadre d'ESSAIMER, cabinet conseil et organisme de formation.  
En 2012, elle dénonce l’abrogation du délit de harcèlement sexuel en tant que membre de l'AVFT et alerte sur le chômage des femmes, freinées par la peur du licenciement.

## Biographie
Marilyn Baldeck passe son enfance et son adolescence à Dakar au Sénégal. Elle arrive en France à 17 ans pour ses études supérieures. 
Sa fonction de déléguée générale de l'Association européenne contre les violences faites aux femmes au travail (AVFT) auprès des médias et des politiques fait d'elle une spécialiste des femmes ayant leurs droits au travail bafoués. Ses interventions portent sur la dénonciation des violences sexistes et sexuelles au travail, la réflexion sur toute forme de violence envers les femmes en public comme en privé et sur les interventions pour éliminer ces violences. Elle fait partie de l'équipe qui aide, apporte les conseils juridiques et accompagne gratuitement les victimes.
Son implication sur le terrain est considérable. Elle prévient les comportements suspects ou inappropriés des collègues masculins dans le monde du travail et conseille de ne pas rester silencieuse. Elle attire l'attention sur les abus de pouvoir et de domination.
Début 2012, en tant que membre de l'AVFT, elle dénonce l'abrogation du délit de harcèlement sexuel par le Conseil constitutionnel.
Elle constate que le chômage économique touche majoritairement les femmes, qui n'osent pas se défendre, de peur du licenciement.